# Mont-Saint-Michel
Mont Saint-Michel (hrv. "Planina Svetog Mihovila") je srednjovjekovni burg izgrađen oko samostana svetog Mihovila u Normandiji u blizini Avranchesa u Francuskoj.
Mont-Saint-Michel čine dvije etaže: prva je 80 metara visoka i više od 20 milijuna godina stara granitna stijena čiji opseg na tlu iznosi 950 metara, a druga etaža se sastoji od malog sela (koje se prvi put spominje 798. godine), moćne opatije s utvrdom, tornjevima i potpornim lukovima te pripadajućom crkvom (koja je građena od 11. do 13. stoljeća).
U prostranom zaljevu rijeke Couesnon u kojem se nalazi Mont-Saint-Michel mogu se promatrati najveće razlike u razini vode pri morskim mijenama u Europi: razlika vodostaja između oseke i plime katkad bude i do 15 metara. Jaka struja ne povlači za sobom nakupljene mase pijeska i blata jer je morsko tlo pred obalom vrlo plitko. Pri oseci more se pažljivo povuče gotovo 15 kilometara i samo se zbog te velike udaljenosti mogu izmjeriti rekordne razlike između oseke i plime. Kada se plima dogodi u vrijeme velikih poplava, što se događa oko 50 dana u godini, Mont-Saint-Michel se pretvara u otok potpuno okružen morem.
Godine 1979. Mont-Saint-Michel je upisan na popis mjesta svjetske baštine u Europi zbog svoje kulturnog, povijesnog, arhitektonskog značaja, ali i prirodne ljepote. Victor Hugo jednom je rekao: „Mont-Saint-Michel je za Francusku ono što su piramide za Egipat.“

## Povijest
Još su kelti zamijetili prednosti i posebnosti ovog otoka koji ima jedinstvenu osobinu da za vrijeme oseke postane poluotokom. Zbog svoje odsječenosti oni su ga koristili kao brdo mrtvih. Na tom brdu je u 8. stoljeću izgrađena karolinška kršćanska crkva koja se u osnovama i danas razaznaje. Na nju su u kasnijim vremenima i stilovima (romanika i gotika) dograđivani pojedini dijelovi crkve i samostana; klaustar je izgrađen između 1225. i 1228. godine. Pogled na cijeli kompleks pokazuje da crkva na vrhu brda slijedi osnovni obris brežuljka, te da se gotički toranj i kor prilagođuju romaničkom dijelu.
Za vrijeme Stogodišnjeg rata Englezi su u više navrata pokušali osvojiti Mont-Saint-Michel, ali nisu uspjeli, što zbog nedostupnog položaja grada, što zbog njegovih masivnih zidina. I dan danas, kao uspomena na opsadu iz 1423. – 24., ispred zidina se nalaze dva engleska katapulta, "Les Michelettes", koje su Englezi napustili.
Godine 1880. otok je s kopnom povezan nasipom kako bi posjetitelji i stanovnici u svako doba mogli sigurno prelaziti. No, nasip je zaustavio prirodno zapljuskivanje mora o brdo pa se dio pod vodom vrlo brzo pretvorio u kopno.
God. 2009. na ušću rijeke Couesnon sagrađena je brana, a u njezinom akumulacijskom bazenu skuplja se kišna i riječna voda, ali uglavnom voda od poplava. Kad se u vrijeme oseke digne brana, nastaje efekt ispiranja koji odnosi nakupine koje su se skupile u plićaku. Također, nasip s cestom će se 2014. godine zamijeniti pješačkim mostićem na stupovima. Na taj će se način ukloniti dva zla odjednom: voda rijeke Couesnon će nesmetano ispirati podnožje stijene i oslobađati ga od sedimenta i vjeruje se kako će tlo zaljeva za deset godina potonuti oko 70 centimetara. Već će 2015. godine Mont-Saint-Michel opet, kao nekada, 150 dana u godini biti potpuno okružen vodom.

## Arhitektura
Mont St. Michel je primjer stoljetnog prilagođavanja arhitekture prirodnoj formaciji stijene. Na tlocrtima vidimo kako se gradnja odvijala nadograđivanjem same stijene, okupljanjem prostora oko nje. Stijena je predstavljala jezgru koja se postupno smanjivala, da bi se napokon na trećoj razini, gdje je crkva i klaustar, izgubila. Na crkvenom tornju, na visini od 157 metara, pozlaćeni arkanđeo Mihovil pobjednički pruža mač prema nebu.
U klaustru dvostruki izmaknuti red arkada ubrzava tako snažno da je postignut efekt kretanja stupova i mnogolikost pogleda. Tomu doprinose i tanki granitni stupci glatke površine s plastički istaknutim dijelovima.
- Mont St. Michel za oseke
- Tlocrt samostana
- Presjek samostana
- Klaustar
- Figura sv. Mihovila na vrhu crkvenog tornja

## Poveznice
- Gotička arhitektura

## Vanjske poveznice
- Službene stranice Mont Saint-Michel (Engl.)  Arhivirana inačica izvorne stranice od 13. rujna 2008. (Wayback Machine)